# Arbanija
Arbanija és un poble de l'illa de Čiovo (Split-Dalmàcia, Croàcia). El 2011 tenia 374 habitants.